# Saint-Cirgues-la-Loutre
Saint-Cirgues-la-Loutre is een gemeente in het Franse departement Corrèze (regio Nouvelle-Aquitaine) en telt 188 inwoners (1999). De plaats maakt deel uit van het arrondissement Tulle.

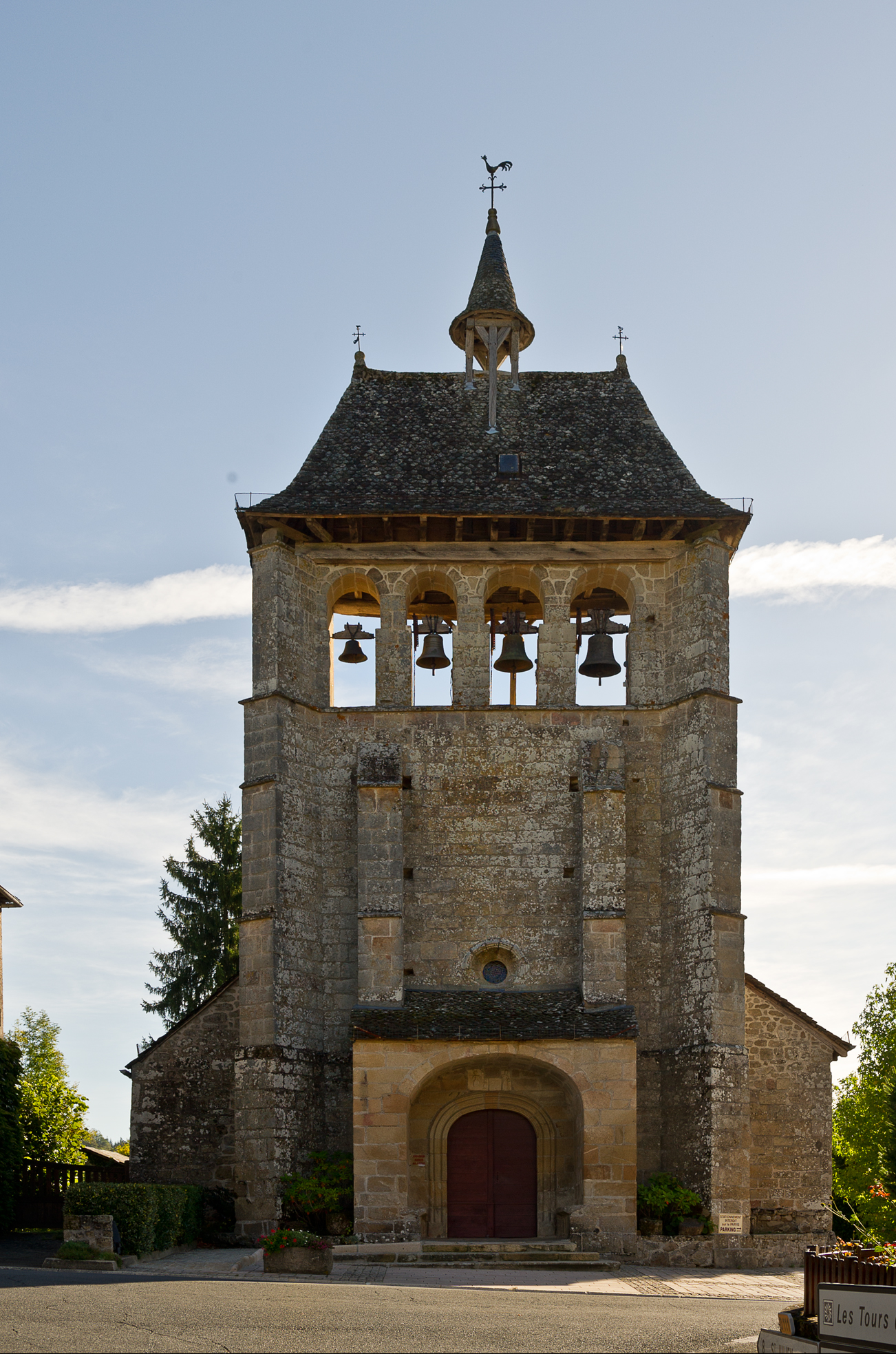
Kerk van Saint-Cirgues-la-Loutre

## Geografie
De oppervlakte van Saint-Cirgues-la-Loutre bedraagt 19,2 km², de bevolkingsdichtheid is 9,8 inwoners per km².
De onderstaande kaart toont de ligging van Saint-Cirgues-la-Loutre met de belangrijkste infrastructuur en aangrenzende gemeenten.

## Demografie
Onderstaande figuur toont het verloop van het inwonertal (bron: INSEE-tellingen).